# 알루체역
알루체역(스페인어: Aluche)은 마드리드 지하철 5호선의 역이다. 마드리드 라티나 구 알루체 구역에 있는 알루체 광장에 지상역으로 들어서 있다. 세르카니아스 마드리드의 C5호선으로도 환승되며, 세르카니아스 승강장은 광장 지하에 수직으로 자리잡고 있다. 요금구역상으로는 A구역에 속한다.

## 역사
역 자체는 1961년 2월 4일 카라반첼-차마르틴 FC 교외선의 개통과 함께 지어져 영업에 들어갔다. 당시 카라반첼 역과 플라사 데 에스파냐 역을 잇는 구간에 자리하던 중간역이었다. 1976년 10월 29일에는 알루체와 모스톨레스를 잇는 교외선이 개통되면서, 알루체 역의 환승 연계성을 높이기 위해 FC 교외선과 5호선의 운행구간을 알루체 역까지 확대하게 되었다.
1981년 12월 17일 FC 교외선이 10호선에 편입되면서 사라지고, 알루체 역은 지하철 5호선과 10호선이 다니는 환승역이 되었다. 그러나 2002년 10월 22일부로 10호선의 카사 데 캄포 (당시 예정역) - 알루체 구간이 5호선에 편입되면서 알루체 역은 5호선만 다니는 역이 되었다.
2009년 6월 26일 현지시각 오전 7시 38분, 이 역에서 세르카니아스 열차 두 대가 서로 충돌하는 사고가 발생해 57명의 승객이 부상당하는 일이 있었다.

## 환승 정보
역 주변에 시내버스 정류장이 일곱 곳 있다. 시외버스 정류장은 총 세 곳이 있는데 주로 알루체 정류장을 거치며, 지나가는 노선이 상당히 많다.
버스
- 시내버스
  - 17, 31, 117, 121, 131, 138, 139, 155, H번 노선 (주간)
  - N18, N26번 노선 (야간)
- 시외버스
  - 482, 483, 485, 487, 491, 492, 493, 561, 561A, 561B, 562, 563, 564, 571, 572, 574, 591번 노선

지하철
| 마드리드 지하철                         | 마드리드 지하철       | 마드리드 지하철     |
| --------------------------------------- | --------------------- | ------------------- |
| 에우헤니아 데 몬티호 알라메다 데 오수나 | 마드리드 지하철 5호선 | 엠팔메 카사 데 캄포 |